# 12.ª etapa do Tour de France de 2022
A 12.ª etapa do Tour de France de 2022 teve lugar a 14 de julho de 2022 entre Briançon e Alpe d'Huez sobre um percurso de 165,1 km. O vencedor foi o britânico Thomas Pidcock do Ineos Grenadiers e o dinamarquês Jonas Vingegaard conseguiu manter a liderança.

## Classificação da etapa
| Briançon - Alpe d'Huez | alta montanha | (165,1 km) |

| \| Classificação por etapas \| Classificação por etapas \| Classificação por etapas \| Classificação por etapas \| Classificação por etapas \| \| Ciclista \| Ciclista \| Equipe \| Tempo \| \| \| ------------------------ \| ------------------------ \| ---------------------------------- \| ------------------------ \| ------------------------ \| \| 1. \| Thomas Pidcock \| Ineos Grenadiers \| 4h55m24s \| \| \| 2. \| Louis Meintjes \| Intermarché-Wanty-Gobert Matériaux \| + 48s \| \| \| 3. \| Chris Froome \| Israel-Premier Tech \| + 2m06s \| \| \| 4. \| Neilson Powless \| EF Education-EasyPost \| + 2m29s \| \| \| 5. \| Tadej Pogačar \| UAE Team Emirates \| + 3m23s \| \| \| 6. \| Jonas Vingegaard \| Jumbo-Visma \| + 3m23s \| \| \| 7. \| Geraint Thomas \| Ineos Grenadiers \| + 3m23s \| \| \| 8. \| Enric Mas \| Movistar Team \| + 3m26s \| \| \| 9. \| Sepp Kuss \| Jumbo-Visma \| + 3m26s \| \| \| 10. \| Giulio Ciccone \| Trek-Segafredo \| + 3m32s \| \| |                  |                                    |          |
| |                  |                                    |          |
| Fonte: ProCyclingStats |                  |                                    |          |
| Classificação por etapas |                  |                                    |          |
| Ciclista | Ciclista         | Equipe                             | Tempo    |
| 1. | Thomas Pidcock   | Ineos Grenadiers                   | 4h55m24s |
| 2. | Louis Meintjes   | Intermarché-Wanty-Gobert Matériaux | + 48s    |
| 3. | Chris Froome     | Israel-Premier Tech                | + 2m06s  |
| 4. | Neilson Powless  | EF Education-EasyPost              | + 2m29s  |
| 5. | Tadej Pogačar    | UAE Team Emirates                  | + 3m23s  |
| 6. | Jonas Vingegaard | Jumbo-Visma                        | + 3m23s  |
| 7. | Geraint Thomas   | Ineos Grenadiers                   | + 3m23s  |
| 8. | Enric Mas        | Movistar Team                      | + 3m26s  |
| 9. | Sepp Kuss        | Jumbo-Visma                        | + 3m26s  |
| 10. | Giulio Ciccone   | Trek-Segafredo                     | + 3m32s  |

## Classificações ao final da etapa

### Classificação geral(Maillot Jaune)
| \| Classificação geral \| Classificação geral \| Classificação geral \| Classificação geral \| Classificação geral \| \| Ciclista \| Ciclista \| Equipe \| Tempo \| \| \| ------------------- \| ------------------- \| ------------------- \| ------------------- \| ------------------- \| \| 1. \| Jonas Vingegaard \| Jumbo-Visma \| 46h28m46s \| \| \| 2. \| Tadej Pogačar \| UAE Team Emirates \| + 2m22s \| \| \| 3. \| Geraint Thomas \| Ineos Grenadiers \| + 2m26s \| \| \| 4. \| Romain Bardet \| Team DSM \| + 2m35s \| \| \| 5. \| Adam Yates \| Ineos Grenadiers \| + 3m44s \| \| \| 6. \| Nairo Quintana \| Arkéa-Samsic \| + 3m58s \| \| \| 7. \| David Gaudu \| Groupama-FDJ \| + 4m07s \| \| \| 8. \| Thomas Pidcock \| Ineos Grenadiers \| + 7m39s \| \| \| 9. \| Enric Mas \| Movistar Team \| + 9m32s \| \| \| 10. \| Aleksandr Vlasov \| Bora-Hansgrohe \| + 10m06s \| \| |                  |                   |           |
| |                  |                   |           |
| Fonte: ProCyclingStats |                  |                   |           |
| Classificação geral |                  |                   |           |
| Ciclista | Ciclista         | Equipe            | Tempo     |
| 1. | Jonas Vingegaard | Jumbo-Visma       | 46h28m46s |
| 2. | Tadej Pogačar    | UAE Team Emirates | + 2m22s   |
| 3. | Geraint Thomas   | Ineos Grenadiers  | + 2m26s   |
| 4. | Romain Bardet    | Team DSM          | + 2m35s   |
| 5. | Adam Yates       | Ineos Grenadiers  | + 3m44s   |
| 6. | Nairo Quintana   | Arkéa-Samsic      | + 3m58s   |
| 7. | David Gaudu      | Groupama-FDJ      | + 4m07s   |
| 8. | Thomas Pidcock   | Ineos Grenadiers  | + 7m39s   |
| 9. | Enric Mas        | Movistar Team     | + 9m32s   |
| 10. | Aleksandr Vlasov | Bora-Hansgrohe    | + 10m06s  |

### Classificação por pontos(Maillot Vert)
| Classificação por pontos | Classificação por pontos | Classificação por pontos | Classificação por pontos | Classificação por pontos |
| Ciclista                 | Ciclista                 | Equipe                   | Pontos                   |                          |
| ------------------------ | ------------------------ | ------------------------ | ------------------------ | ------------------------ |
| 1.                       | Wout van Aert            | Jumbo-Visma              | 313 pts                  |                          |
| 2.                       | Tadej Pogačar            | UAE Team Emirates        | 159 pts                  |                          |
| 3.                       | Fabio Jakobsen           | Quick-Step Alpha Vinyl   | 155 pts                  |                          |
| 4.                       | Magnus Cort              | EF Education-EasyPost    | 129 pts                  |                          |
| 5.                       | Jasper Philipsen         | Alpecin-Deceuninck       | 116 pts                  |                          |
| 6.                       | Christophe Laporte       | Jumbo-Visma              | 114 pts                  |                          |
| 7.                       | Jonas Vingegaard         | Jumbo-Visma              | 96 pts                   |                          |
| 8.                       | Peter Sagan              | TotalEnergies            | 86 pts                   |                          |
| 9.                       | Simon Clarke             | Israel-Premier Tech      | 72 pts                   |                          |
| 10.                      | Michael Matthews         | BikeExchange-Jayco       | 68 pts                   |                          |

### Classificação da montanha(Maillot à Pois Rouges)
| Classificação da montanha | Classificação da montanha | Classificação da montanha          | Classificação da montanha | Classificação da montanha |
| Ciclista                  | Ciclista                  | Equipe                             | Pontos                    |                           |
| ------------------------- | ------------------------- | ---------------------------------- | ------------------------- | ------------------------- |
| 1.                        | Simon Geschke             | Cofidis                            | 43 pts                    |                           |
| 2.                        | Louis Meintjes            | Intermarché-Wanty-Gobert Matériaux | 39 pts                    |                           |
| 3.                        | Jonas Vingegaard          | Jumbo-Visma                        | 36 pts                    |                           |
| 4.                        | Giulio Ciccone            | Trek-Segafredo                     | 35 pts                    |                           |
| 5.                        | Pierre Latour             | TotalEnergies                      | 35 pts                    |                           |
| 6.                        | Neilson Powless           | EF Education-EasyPost              | 35 pts                    |                           |
| 7.                        | Warren Barguil            | Arkéa-Samsic                       | 30 pts                    |                           |
| 8.                        | Thomas Pidcock            | Ineos Grenadiers                   | 28 pts                    |                           |
| 9.                        | Anthony Perez             | Cofidis                            | 26 pts                    |                           |
| 10.                       | Tadej Pogačar             | UAE Team Emirates                  | 26 pts                    |                           |

### Classificação do melhor jovem(Maillot Blanc)
| Classificação dos jovens | Classificação dos jovens | Classificação dos jovens           | Classificação dos jovens | Classificação dos jovens |
| Ciclista                 | Ciclista                 | Equipe                             | Tempo                    |                          |
| ------------------------ | ------------------------ | ---------------------------------- | ------------------------ | ------------------------ |
| 1.                       | Tadej Pogačar            | UAE Team Emirates                  | 46h31m08s                |                          |
| 2.                       | Thomas Pidcock           | Ineos Grenadiers                   | + 5m17s                  |                          |
| 3.                       | Brandon McNulty          | UAE Team Emirates                  | + 53m45s                 |                          |
| 4.                       | Matteo Jorgenson         | Movistar Team                      | + 1h00m04s               |                          |
| 5.                       | Andreas Leknessund       | Team DSM                           | + 1h04m03s               |                          |
| 6.                       | Kevin Geniets            | Groupama-FDJ                       | + 1h07m04s               |                          |
| 7.                       | Michael Storer           | Groupama-FDJ                       | + 1h17m23s               |                          |
| 8.                       | Georg Zimmermann         | Intermarché-Wanty-Gobert Matériaux | + 1h20m28s               |                          |
| 9.                       | Fred Wright              | Bahrain Victorious                 | + 1h39m34s               |                          |
| 10.                      | Matis Louvel             | Arkéa-Samsic                       | + 1h46m02s               |                          |

### Classificação por equipas(Classement par Équipe)
| Classificação por equipes | Classificação por equipes | Classificação por equipes | Classificação por equipes |
| Equipe                    | Equipe                    | Tempo                     |                           |
| ------------------------- | ------------------------- | ------------------------- | ------------------------- |
| 1.                        | Ineos Grenadiers          | 139h30m39s                |                           |
| 2.                        | Jumbo-Visma               | + 15m46s                  |                           |
| 3.                        | Groupama-FDJ              | + 44m35s                  |                           |
| 4.                        | UAE Team Emirates         | + 59m20s                  |                           |
| 5.                        | Bora-Hansgrohe            | + 1h30m29s                |                           |
| 6.                        | Arkéa-Samsic              | + 1h37m48s                |                           |
| 7.                        | Movistar Team             | + 1h42m19s                |                           |
| 8.                        | Bahrain Victorious        | + 1h48m16s                |                           |
| 9.                        | Team DSM                  | + 1h57m05s                |                           |
| 10.                       | Cofidis                   | + 2h09m01s                |                           |

## Abandonos
Nenhum.